# 大阪府教育センター附属高等学校
大阪府教育センター附属高等学校（おおさかふきょういくせんたーふぞくこうとうがっこう）は、大阪府大阪市住吉区苅田にある公立高等学校。

## 概要
1963年に開校した全日制普通科の大阪府立大和川高等学校を前身とし、2011年に全日制単位制普通科の大阪府教育センター附属高等学校として開校した。
大阪府教育センターの附属学校と位置づけられている。大阪府教育センターは隣接地にあり、学校教育に関する調査・研究や教職員への研修などを実施している。教育センター附属高等学校では、教育センターの研究をふまえて教育実践を展開し、教員の指導力向上や大阪府全体の教育活動の向上を図る役割がある。学校所属の教員のほか同センターの指導主事も授業を担当する。日本で初めて設置された、教育センターの附属学校でもある。
文部科学省から教育課程特例校の指定を受けている。通常の高等学校での総合的な学習の時間の代替として、人文科学・社会科学・自然科学の各分野を融合した学校設定教科「探究ナビ」を開設し、知識・技能を活用する力・課題を探求する力・協同する力などの育成を図る。
1963年に通常の全日制普通科高等学校・大阪府立大和川高等学校として開校し、2011年度1年生より学年進行で大阪府教育センター附属高等学校に改編された。
大和川高等学校時代の2000年にビーチバレーコートが設置された。内陸型のビーチバレーコートとしては日本初で、日本全国でも2ヶ所しかない。コートは授業でも活用されている。

## 沿革
前身となる大阪府立大和川高等学校は、1960年代の高校生急増対策として､全日制普通科高等学校として設置された。
敷地は、1960年までこの地にあった毎日放送苅田ラジオ送信所の跡地を転用している。
大和川高等学校時代は、基礎学力の定着に力を入れた授業展開と丁寧な進路指導をおこなっていた。また進学講習や技能認定の資格取得についても積極的に推進していた。
大阪府教育委員会の府立高校の特色づくり推進の取り組みの一環として、大阪府教育委員会は2009年、「教育センター附属学校」を設置して教育実践力の向上を図る構想を打ち出した。「教育センターと附属研究学校を直結し、一体となって実践･研究を展開する」という事業構想となっていた。大阪府教育センターに隣接して立地していた大阪府立大和川高等学校を改編して附属学校を設置することになり、準備を経て、2011年度に大阪府教育センター附属高等学校が開校した。

### 年表
- 1961年3月24日 - 高校新設が決定。
- 1962年3月31日 - 敷地を買収。
- 1962年10月11日 - 校名が大阪府立大和川高等学校に決定。
- 1963年2月1日 - 大阪府立大和川高等学校設立準備室を開設。
- 1963年4月1日 - 大阪府立大和川高等学校が開校。
- 2000年9月8日 - ビーチバレーコートが完成。
- 2009年6月 - 大阪府教育委員会が、「教育センター附属設置学校」の構想を発表。
- 2010年12月 - 大阪府条例の改正により、大阪府教育センター附属高等学校の開校が決定。
- 2011年 - 大阪府教育センター附属高等学校が開校（同年度入学生から学年進行）。大阪府立大和川高等学校としてはこの年から募集停止。
- 2013年3月 - 大阪府立大和川高等学校としては閉校。

## 出身者
（旧大阪府立大和川高等学校）
- 谷村新司 - 歌手、2期生
- 久本朋子 - タレント、18期生
- 大村孝佳 - ギタリストおよび「MI JAPAN」講師
- 笑福亭福笑 - 落語家
- つよし（山本剛） - お笑い芸人、「マキシマムパーパーサム」メンバー
- ハジメ（佐原肇） - お笑い芸人、「フォーリンラブ」メンバー
- 影山ヒロノブ - 歌手、「レイジー」メンバー（明大中野高校へ転校）
- 井上俊次 - 歌手、「レイジー」メンバー、ランティス代表取締役（明大中野高校へ転校）
- 芳井敬一 - 大和ハウス工業社長、プレハブ建築協会会長

## 交通
- Osaka Metro御堂筋線あびこ駅 東北東へ約1.2km。
- 近鉄南大阪線矢田駅 西南西へ約1.5km。
- JR阪和線我孫子町駅 東へ約1.6km。
- 大阪シティバス「教育センター附属高校」バス停、北港観光バス「教育センター附属高校前」バス停 すぐ。